# الأديب الكرماني
الأديب الكرماني (1279 - 1348 هـ / 1862 - 1929 م) هو مترجم وشاعر، من أهل طهران.
هو ميرزا غلام حسين خان بن مهدي خان بن علي خان زند. ولد بطهران ودرس وتخصص في اللغة العربية. عمل موظفا في ديوان البلاط القاجاري، ومترجما لناصر الدين شاه، و مظفر الدين شاه.
من آثاره: «سفرنامة عراق عرب» ، و «سفرنامة وجغرافياي مازندران» ، كما نظم الشعر بالعربية و الفارسية.